# Ralph Michael Wrobel
Ralph Michael Wrobel (* 30. Juli 1968) ist ein deutscher Wirtschaftswissenschaftler und oberschlesischer Regionalhistoriker.

## Werdegang
Nach einer Bankausbildung folgten 1990 bis 1996 ein Studium der Volkswirtschaftslehre an der Christian-Albrechts-Universität Kiel sowie zwischen 1996 und 1999 die Promotion zum Dr. sc. pol. (Promotionsstipendium der Konrad-Adenauer-Stiftung). Die Dissertation beschäftigte sich mit dem Transformationsprozess in Estland. 1999 bis 2001 wirkte er als Lektor für Wirtschaftspolitik an der Universität Tartu in Estland, anschließend als Dekanatsreferent der Staatswissenschaftlichen Fakultät an der Universität Erfurt. 2004 erfolgte sein Ruf an die Westsächsische Hochschule Zwickau auf die Professur für Volkswirtschaftslehre, insbesondere Wirtschaftspolitik. Er ist mitverantwortlicher Herausgeber des Ordnungspolitischen Portals. Seit 1995 ist er erster Vorsitzender des Vereines Historische Kommission für den Kreis Neustadt/Oberschlesien. Im Jahre 2019 promovierte er zum Dr. der Geisteswissenschaften im Fach Geschichte (dr nauk hum.) an der Pädagogischen Universität in Krakau mit einer Arbeit zur Geschichte des Paulinerklosters Wiese in Oberschlesien.

## Forschungsgebiete
Seine Lehr- und Forschungsgebiete sind Soziale Marktwirtschaft, Schwellenmärkte in Mittel- und Osteuropa sowie Asien, insbesondere in Estland, Südkorea, China und den sogenannten Tigerstaaten in Südostasien, außerdem die Wirtschafts- und Sozialgeschichte Oberschlesiens.

## Mitgliedschaften
Wrobel ist Mitglied im Wilhelm-Röpke-Institut in Erfurt, dem Verein Historische Kommission für den Kreis Neustadt/Oberschlesien, im Verein für Geschichte Schlesiens und seit 2016 im Verein der Freunde und Förderer der Stiftung Kulturwerk Schlesien. Seit 2019 ist er zudem Mitglied im Ostasien-Zentrum an der Westsächsischen Hochschule Zwickau.